# Josie Totah
Josie Jay Totah, wcześniej J.J. Totah i Joseph Jacob Totah (ur. 5 sierpnia 2001 w Sacramento) − amerykańska aktorka, komik stand-upowy i wokalistka.

## Życiorys
Dorastała w Davis w hrabstwie Yolo nim przeprowadziła się do Hollywood, by skupić się na karierze aktorskiej. Ma brata Aleksa oraz siostrę Camille. Posiada korzenie palestyńskie, libańskie, włoskie i irlandzkie. Jako dziesięciolatka zaczęła udzielać się w stand-upie; związała się z klubem Hollywood Improv, w którym występowała przed publicznością. Wsławiła się rolą Stuarta Wootena w sitcomie Disney Channel Jessie (2012−2014), za którą została nominowana do Nagrody Młodych Artystów. W szóstym sezonie serialu stacji Fox Glee występowała jako Myron Muskovitz.
20 sierpnia 2018 na łamach Time ukazał się artykuł, w którym Totah wyjaśnia, że identyfikuje się jako kobieta i jest osobą transpłciową.